# Paysan assis
Paysan assis est une peinture à l'huile sur toile de la fin du XIXe siècle réalisée par Paul Cézanne. L'œuvre représente un paysan assis, vraisemblablement un ouvrier du Jas de Bouffan, le domaine familial de Cézanne à Aix-en-Provence. L'âge du tableau est inconnu mais daté de façon crédible entre 1892 et 1896. Il fait  partie de la collection du Metropolitan Museum of Art de New York. 